# CR嚇一跳彈珠機錢形平次with TeamZ
CR嚇一跳彈珠機錢形平次with TeamZ（日語：CRびっくりぱちんこ銭形平次withチームZ）是2011年4月由京樂産業.發售的彈珠CR機。

## 概要
1966年5月4日 - 1984年4月4日由富士電視台系列播放的時代劇《錢形平次》（大川橋蔵主演的系列）柏青哥的彈珠機。AKB48、SKE48和SDN48共同合作演唱作品，組成TeamZ。
当初是2011年4月4日開始引進，但因東北地方太平洋沖地震的影響延期發售。

## 參加成員
- AKB48 TeamA：倉持明日香、高城亞樹和松原夏海
- AKB48 TeamK：秋元才加、大島優子、宮澤佐江和米澤瑠美
- AKB48 TeamB：北原里英、佐藤亞美菜和佐藤夏希
- SKE48 TeamS：平松可奈子和松井玲奈
- SKE48 TeamKII：高柳明音
- SDN48：穐田和惠、大堀惠和佐藤由加理

大島是飾演主演的錢形平次。而且，妻子的靜態由北原・松井、八五郎由高城・秋元・宮澤飾演。除此之外的成員飾演城鎮女孩。

## 說明書
- 成功的概率：1/198.6（確率変動中1/70.9）
- 確率變動突入率：100%（到74回轉）
- 賞球數：3&10&15
- 回合情況分開／
  - ヘソ：16R - 20%、16R（実質4R）― 30%、4R - 50%
  - 電チュー：16R - 50%、4R - 50%

## 愛之繩
《愛之繩》（日語：恋のお縄）是TeamZ彈珠機景品限定CD。PV是收錄在2張DVD內。

### 收錄曲
「錢形平次 〜TEAM-Z Ver.〜」以外的作詞、秋元康
1. 愛之繩 
作曲・編曲：野中"まさ"雄一
  - 『CR彈珠機錢形平次with TeamZ』插入曲
  - 『明星尋找太郎』片尾曲（2011年5月14日 - 6月11日）
2. 我的男友是錢形平次
作曲・編曲：DY-T
3. 想見你 〜お江戸 Ver.〜
作曲：BOUNCEBACK、編曲：野中"まさ"雄一
  - 『CR彈珠機錢形平次with TeamZ』插入曲
4. 錢形平次 〜TEAM-Z Ver.〜

DVD
1. 愛之繩
2. 会いたかった 〜お江戸 Ver.〜
3. 銭形平次 〜TEAM-Z Ver.〜

## 備註
1. ↑  ■ KYORAKU「錢形平次」納品延期發表 （页面存档备份，存于） - 月刊グリーンべると・2011年3月15日
2. ↑  AKB48大島優子「銭形平次は実在する」と思い込み　新ユニット「チームZ」でイベント[永久]（マイコミジャーナル）
3. ↑  . 日刊スポーツ. 2011年1月28日  [2011-05-29]. （原始内容存档于2011-08-26）.

## 外部連結
- CR彈珠機錢形平次with TeamZ（页面存档备份，存于）